# Corneroporus
Corneroporus is een monotypisch geslacht van schimmels behorend tot de familie Bankeraceae. Het bevat alleen Corneroporus subcitrinus.